# Viatxeslav Zàitsev
Viatxeslav Zàitsev (en rus:Вячеслав Зайцев) (Leningrad, Unió Soviètica 1952) és un jugador de voleibol rus, ja retirat, guanyador de tres medalles olímpiques.

## Biografia
Va néixer el 12 de novembre de 1952 a la ciutat de Leningrad, que en aquells moments formava part de la Unió Soviètica, i que avui en dia sota la denominació de Sant Petersburg forma part de Rússia.

## Carrera esportiva
Va participar, als 23 anys, en els Jocs Olímpics d'Estiu de 1976 realitzats a Mont-real (Canadà), on aconseguí guanyar la medalla de plata amb el combinat soviètic en la competició masculina de voleibol. En els Jocs Olímpics d'Estiu de 1980 realitzats a Moscou (Unió Soviètica) és feu amb la medalla d'or. El combinat soviètic no participà en els Jocs Olímpics d'Estiu de 1984 realitzats a Los Angeles (Estats Units) amb motiu del boicot polític realitzats pels països del bloc de l'Est. En la seva última aparició olímpica en els Jocs Olímpics d'Estiu de 1988 realitzats a Seül (Corea del Sud) aconseguí una nova medalla de plata.